# Gottfrid I av Anjou
Gottfrid I av Anjou, död 987, var regerande greve av Anjou mellan 960 och 987.